# Фальк-Регульский, Осип-Франциск
Осип-Франциск Фальк-Регульский (пол. Józef Franciszek Ignacy Regulski-Falk; 7 октября 1773, с. Вельколяс (ныне гмина Абрамув Любартувский повят, Люблинское воеводство Польши) — 24 июля 1851, Варшава) — военный деятель Речи Посполитой, Варшавского герцогства и Царства Польского Российской империи, полковник, кавалер Французской Империи.

## Биография
Происходил из польского шляхетского рода герба Равич.
Учился в школах Кременца и Варшавы. В 17-летнем возрасте вступил в польскую королевскую армию. Участник восстания Костюшко. Служил адъютантом у генерал-майора Яна Гроховского, командующего 1-м пехотным региментом королевской армии.
В 1797—1805 г. — капитан Польских легионов Яна Домбровского. Во время войны третьей коалиции на стороне Наполеона принимал участие против австрийских войск в битве под Кастельфранко-Венето.
В 1807—1811 г. служил полковником — шефом штаба 2-го пехотного Надвислянского Регимента (полка). В его рядах сражался во время испано-французской войны под Толедо. Участник двух осад-штурмов французами Сарагосы.
За проявленную отвагу и храбрость, оказанную в Итальянскую и Испанскую кампании, награждён орденами Virtuti Militari и Почётного легиона. В 1812 г. Регульский был возведен императором в кавалеры Французской Империи (фр. Chevalier de l’Empire) с пожалованием герба Фальк и пожизненной ренты в 2000 франков.
В 1812 г. под командованием маршала Мюрата участвовал в Русской кампании 1812 года. В 1813 г. сражался в битва под Лейпцигом, после поражения французов попал в плен к австрийцам.
Через год вернулся в Польшу и, благодаря содействию родственников, был назначен комендантом кадетского корпуса в Калише.
В 1820 г. был отстранен от руководства этим военным учебным заведением, но остался в нëм на должности директора по учебной части.
Награждëн орденами Св. Станислава II (22.04.1819) и III степеней.
В 1826 г. Фальк-Регульский вышел в отставку и поселился в Варшаве.
Во время польского восстания 1830 года вначале занимался устройством лазарета для русских воинов, а позже был при штабе мятежного варшавского генерал-губернатора Я. Круковецкого. После подавления восстания повторно присягнул на верность российскому императору.
Умер в Варшаве в 1851 г. и похоронен на кладбище Старые Повонзки.